# JT・ソー
ジョクハウ・パノム・ソー（Jokhow Panom Thor, 2002年8月26日 - ）は、アメリカ合衆国・ネブラスカ州オマハ出身のプロバスケットボール選手。NBAのワシントン・ウィザーズにツーウェイ契約で所属している。ポジションはパワーフォワード。

## 経歴

### 生い立ち
アメリカ合衆国に生まれる。両親は共に南スーダン出身。

### ハイスクール
高校4年目のシーズンに平均14.9得点、6.6リバウンドを記録した。
主要サイトから4つ星評価を受け、オーバーン大学へ進学した。

### カレッジ
2020-21シーズン、2021年2月13日のケンタッキー大学戦でシーズンハイとなる24得点を記録した。このシーズンは平均9.4得点、5リバウンド、1.4ブロックを記録し、シーズン終了後に2021年のNBAドラフトへアーリーエントリーすることを表明した。

### シャーロット・ホーネッツ
2021年7月29日に行われたNBAドラフトにて2巡目全体37位でデトロイト・ピストンズから指名され、その後のトレードで交渉権がシャーロット・ホーネッツへ移動。10月26日にホーネッツとの契約に合意した。
2021-22シーズンはGリーグのグリーンズボロ・スウォームで開幕を迎えた。バーミングハム・スクアドロンとの開幕戦で34得点、12リバウンドを記録した。

### クリーブランド・キャバリアーズ
2024年9月9日にクリーブランド・キャバリアーズとのツーウェイ契約に合意した。2025年3月1日にキャバリアーズから解雇された。

### ワシントン・ウィザーズ
2日後にワシントン・ウィザーズとのツーウェイ契約に合意した。

## 代表歴
南スーダン代表として2024年パリオリンピックに出場している。

## 個人成績

### NBA

#### レギュラーシーズン
| シーズン | チーム | GP  | GS | MPG  | FG%  | 3P%  | FT%  | RPG | APG | SPG | BPG | PPG |
| -------- | ------ | --- | -- | ---- | ---- | ---- | ---- | --- | --- | --- | --- | --- |
| 2021–22  | CHA    | 33  | 0  | 7.9  | .436 | .259 | .600 | 1.3 | .6  | .2  | .3  | 2.0 |
| 2022–23  | CHA    | 69  | 8  | 14.0 | .399 | .317 | .702 | 2.2 | .5  | .3  | .3  | 3.8 |
| 2023–24  | CHA    | 63  | 3  | 12.4 | .437 | .346 | .550 | 2.3 | .5  | .2  | .4  | 3.2 |
| 2024–25  | CLE    | 9   | 0  | 4.7  | .600 | .500 | .875 | .7  | .5  | .2  | .3  | 3.1 |
| 2024–25  | WAS    | 11  | 0  | 18.8 | .364 | .200 | .571 | 3.8 | .5  | .5  | .5  | 3.9 |
| 通算     | 通算   | 185 | 11 | 12.2 | .419 | .317 | .651 | 2.1 | .5  | .3  | .4  | 3.2 |

### カレッジ
| シーズン | チーム     | GP | GS | MPG  | FG%  | 3P%  | FT%  | RPG | APG | SPG | BPG | PPG |
| -------- | ---------- | -- | -- | ---- | ---- | ---- | ---- | --- | --- | --- | --- | --- |
| 2020–21  | オーバーン | 27 | 27 | 23.0 | .440 | .297 | .741 | 5.0 | .9  | .8  | 1.4 | 9.4 |

## 家族
兄弟姉妹が合計で7人いる。